# ジョージ・ターナー (画家)
ジョージ・ターナー（英: George Turner、1841年4月2日 - 1910年3月29日）は、イングランドの風景画家、農場経営者。「ダービーシャーのジョン・コンスタブル」とも呼ばれた。

## 生涯と作品
ターナーはイングランドのダービーシャーにあるクロムフォードで生まれ、のち家族と共にダービーへ移った。彼には若い時から音楽と絵の才能を発揮した。それは仕立屋でありながら絵画に強く惹かれていた父トーマス・ターナーの励ましがあってのことだった。ターナーはもっぱら独学を続けて職業画家および絵画教師となった。

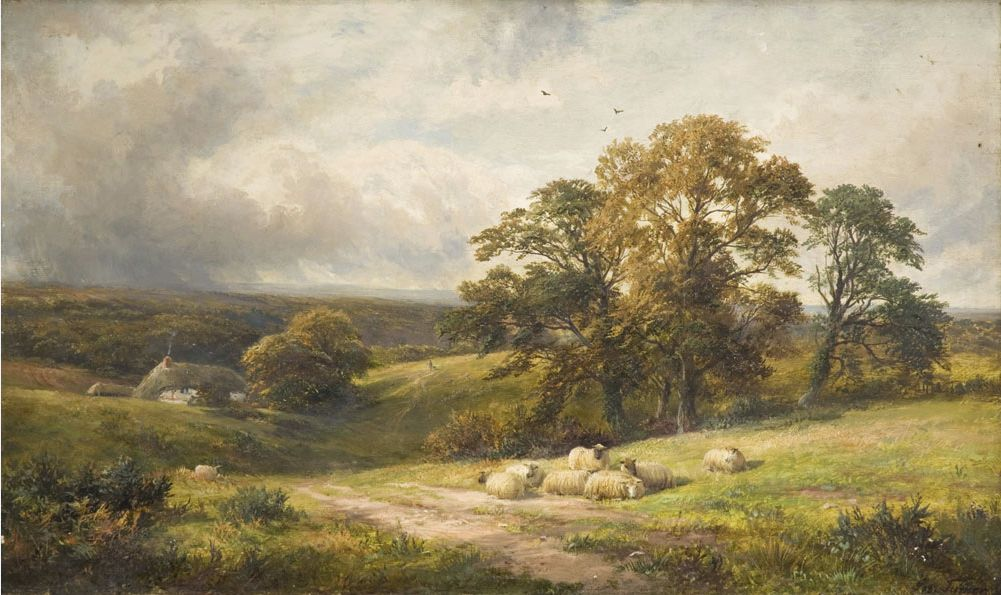
ダービーシャーの静かな風景（1885年）

ターナーは終生ダービーシャーに住み続けた。1865年にエリザ・レイキン（1837年 - 1900年）と結婚し、バロウ・アポン・トレントのウォルナット農場で時折農場経営者として働きながら4人の子を育てた。1900年にエリザが没すると、彼はカーク・アイルトンへ移り住み、のち絵画仲間だったケイト・スチーブンス・スミス（1871年 - 1964年）と結婚した。彼らはアドリッジヘイに居を構え、ターナーは1910年にそこで没した。息子のウィリアム・レイキン・ターナー（1867年 - 1929年）もまた声望のある油絵の風景画家となった。
ターナーは油彩で主に彼の出身地であるダービーシャーの田園風景を描いた。その何百枚という絵は、機械化・自動車化・都市化が訪れる前のイングランドの田舎の情景を写した貴重な遺産である。彼の作品はノッティンガムとバーミンガムで展示された。彼はダービー美術館で芸術部門の委員を務め、彼と息子の作品はダービーの所蔵になっている。